# Carl Friedrich Meerwein

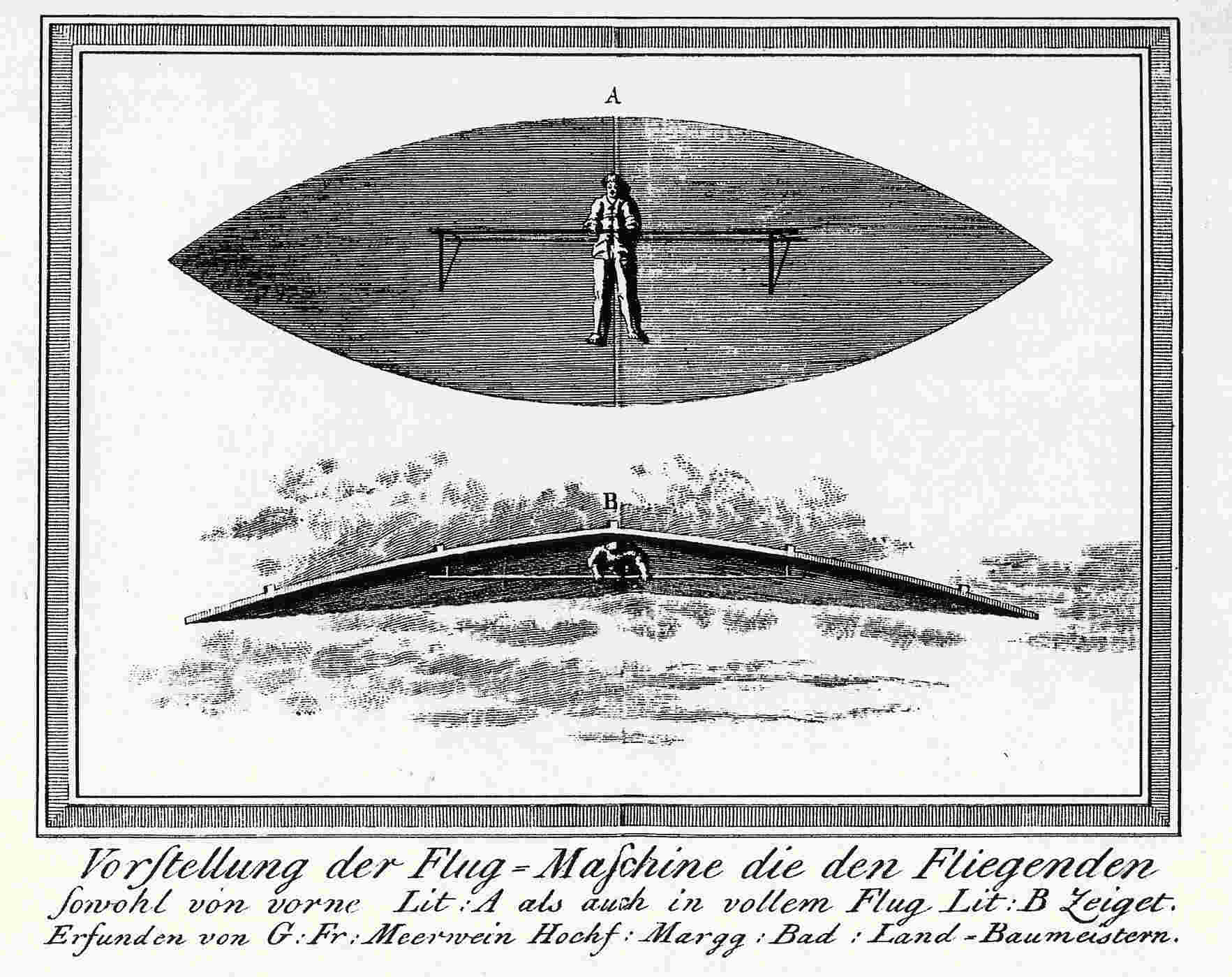
Diseño de una máquina voladora del libro de Carl Friedrich Meerwein de 1784

Carl Friedrich Meerwein (Leiselheim, 2 de agosto de 1737 - Emmendingen, 6 de diciembre de 1810) fue maestro de obras badense e inventó máquinas voladoras.

## Obras
- Carl Friedrich Meerwein (1782): Die Kunst zu fliegen nach Art der Vögel (El arte de volar a la manera de los pájaros). Oberrheinische Mannigfaltigkeiten (2) H. 3. J. J. Thurneysen d. J., Basilea y Fráncfort.
- Carl Friedrich Meerwein (1784): Der Mensch! sollte der nicht auch mit Fähigkeiten zum Fliegen gebohren seyn? (¡El hombre! ¿No ha nacido también con facultades de volar?). J. J. Thurneysen Jünger. 46 páginas con grabados al cobre. Basilea.
- Carl Friedrich Meerwein (1802): Beytrag zur richtigen Beurtheilung der Eigenschaften und der Wirkungen der Gewölbe (Sobre la evaluación adecuada de las propiedades y efectos de las bóvedas). 271 páginas. Guilhauman, Francfort